# いちばんかわいい
いちばんかわいいは、吉本興業東京本社に所属する日本の女性お笑いコンビ、女性アイドルデュオ。

## メンバー
さくら(^^)（1998年4月30日 -（27歳））
振付担当。北海道帯広市出身。北海道音更高等学校卒業。旧芸名・本名は大原さくら。
コンビ結成前は、たいやき、ピザとオムライス、さくら(^^)、たちさくというコンビで活動していた。「たちさく」の相方であった畠山達也とは一時交際していた。
柔道二段。5歳から18歳まで13年間柔道をやっており、最高成績は北海道2位。
小学生の頃から原宿文化が好きで、原宿に近づくために上京したという。
TBS系『ラヴィット!』の企画「つんく♂プロデュース『令和のギャルル』メンバーオーディション」オーディションに「誤って」本名でエントリーし、番組中に本名、年齢共に公開されるも、当人は「全然問題ないんだけどね」としている。
にににこーちゃん（10月25日 -)
作詞作曲担当。埼玉県比企郡鳩山町出身。旧芸名はこーちゃん。
コンビ結成前は、フェアリーモンスター、ついんずというコンビで活動していたほか、ピン芸人として『水曜日のダウンタウン』『ニューヨークと蛙亭のキット、くる!!』などに出演していた。
サンリオの大ファン。
特技はわたあめ作り。わたあめ屋で働いている。
渋谷区にあるヨシモト∞ホールが「めっちゃ可愛い」と思った劇場だったから、NSCへの入学を決めたという。

## 概要
ピン芸人として活動していたにににこーちゃんと、コンビを解散していたさくら(^^)が、2022年9月10日に正式に結成。結成前から2人は親交を深めており、正式なコンビ結成前にYouTubeコラボや期間限定のコンビ活動を行なっていた。こーちゃん曰く「（さくらに）会った時からビビッときた」ということで、普通に遊びに行く友達の関係だった頃はコンビとして組むという話は全く出なかったが、お互いにピンで活動していた時に二人即席ユニットという形で『女芸人No.1決定戦 THE W』に出場し、これをきっかけにその後そのまま色々なライブに出演するようになり、そして周りから勧められて正式にコンビとして結成に至った。結成前に二人でプリクラを撮った時に書いた「いちばんかわいい」という言葉をそのままコンビ名にした。歌ネタをメインとした芸風から、お笑いコンビとしての活動のみならず、ライブアイドルとしても活動している。
2023年3月30日、『ニューヨークと蛙亭のキット、くる!!』（テレビ神奈川）最終回に出演。番組MCのニューヨークの目に留まり、「くるデミー賞」を受賞。その後ニューヨークの紹介で『ラヴィット!』（TBSテレビ）6月29日放送分に出演し、注目を集める。『ラヴィット!』同番組内の賞レース「耳心地-1グランプリ」に出演したり、『夜明けのラヴィット!』ではコウペンちゃんと番組キャラクターのラッピーに、ハロウィン企画では準レギュラーであるおいでやすこがによってモノマネされたりと、定期的に言及されている。

## 芸風
さくら(^^)は青、にににこーちゃんはピンクを基調とした原宿系ファッションを身にまとい、歌ネタや漫才・コントを行う。
ネタ作りは、本人たち曰く「全部魔法」。歌ネタは、にににこーちゃんの個人YouTubeチャンネル「ninini music」で公開しているオリジナル楽曲を用いて、踊るというもの。歌に自信がないという意向から、生歌は披露せず、事前に収録した音源に合わせて動いている。トラック作りはこーちゃんが担当している。
漫才やショートコントにおいても原宿やかわいいの要素を多用している。

## 賞レース戦績

### M-1グランプリ
| 年度             | 結果      | エントリー No. | 会場                       | 日程                    |
| ---------------- | --------- | -------------- | -------------------------- | ----------------------- |
| 2022年（第18回） | 1回戦敗退 | 7326           | シダックスカルチャーホール | 10月3日                 |
| 2023年（第19回） | 1回戦敗退 | 899            | シダックスカルチャーホール | 8月31日                 |
| 2024年（第20回） | 1回戦敗退 | 971            | シダックスカルチャーホール | 8月1日                  |
| 2024年（第20回） | 1回戦敗退 | 971            | シダックスカルチャーホール | 9月14日（再エントリー） |

### その他の戦績
- 女芸人No.1決定戦 THE W 2022 東京2回戦進出[13]（2022年）
- 『ニューヨークと蛙亭のキット、くる!!』くるデミー賞（2023年）
- 『ラヴィット!』第3回 耳心地-1グランプリ 第9位（2023年）
- 女芸人No.1決定戦 THE W 2023　東京2回戦進出[14]

## 出演

### テレビ
- ニューヨークと蛙亭のキット、くる!! （2023年3月30日、テレビ神奈川）
- ラヴィット!（2023年6月29日、TBSテレビ） 
  - 夜明けのラヴィット!（7月1日）
  - ”日本でいちばん明るい賞レース”耳心地いい-1グランプリ（８月23日）
- くりぃむナンタラ（2023年9月20日、テレビ朝日） - 「お笑い芸人ブラックジャック」に出演。
- 全力!脱力タイムズ（2023年12月8日、フジテレビ）- ツービートの再来として出演。
- 日本で一番早いお笑いバトル！フットンダ王決定戦2024（2024年1月1日、中京テレビ）

## 作品
| 枚 | 発売日       | タイトル                     | 販売形態                              | 備考 |
| -- | ------------ | ---------------------------- | ------------------------------------- | ---- |
| 1  | 2023年9月6日 | わんわんパンパンポメラニアン | デジタル・ダウンロード ストリーミング |      |

### タイアップ
| 楽曲                         | タイアップ                                                                       | OA時期      |
| ---------------------------- | -------------------------------------------------------------------------------- | ----------- |
| わんわんパンパンポメラニアン | 囲碁将棋・ダイタクの「こんなん見るやついねぇって！～言うな～」エンディングテーマ | 2024年1月 - |